# 相关函数

对卷积、互相关函数和自相关函数的比较。给定函数f, g，上图黑色实线给出了两个函数在不同水平位移时的相应函数作用结果。

相关函数（英語：Correlation Function）是给出随机变量统计相關性的函数。分为：
- 自相关函数（英語：Autocorrelation），是描述同一随机变量在不同时间或空间的相关性的函数。
- 互相关函数（英語：Cross-correlation），是描述不同随机变量相关性的函数。